# Diadectes
Diadectes és un gènere de tetràpode molt similar als rèptils, que visqué durant el Permià inferior de Nord-amèrica. Fou un dels primers tetràpodes herbívors i un dels primers animals terrestres de grans dimensions.